# Kenneth Snelson

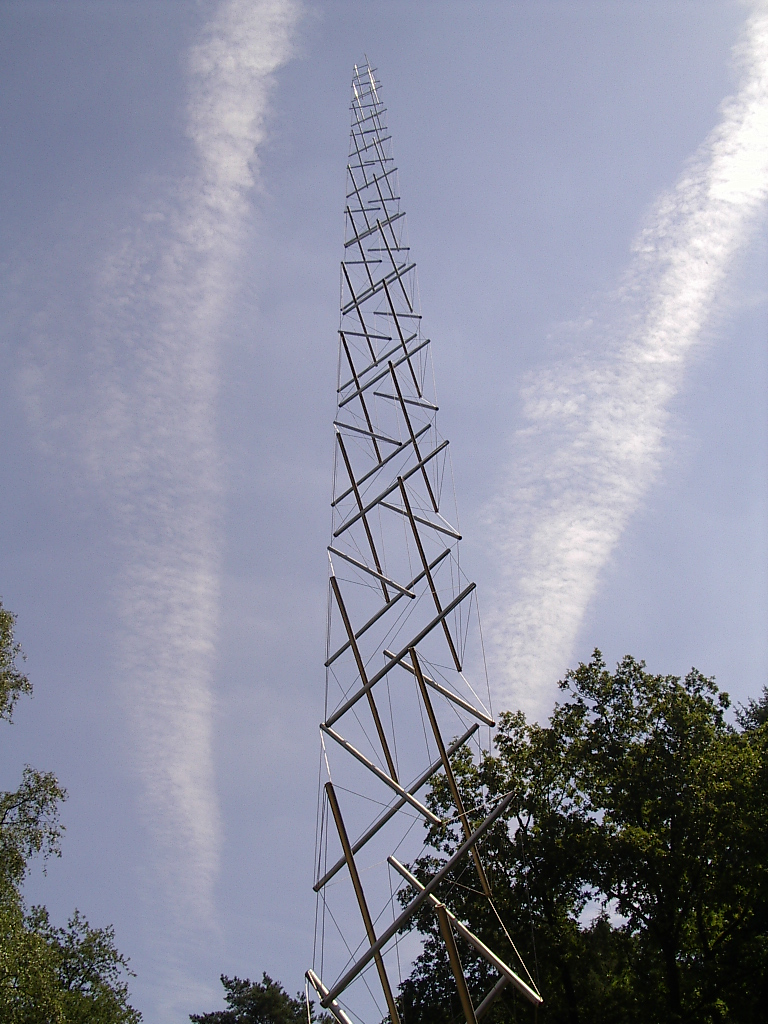
Needle tower II (1968) Kröller-Müller Museum

Kenneth Snelson (Pendleton (Oregon), 29 juni 1927 - New York, 22 december 2016) was een Amerikaans beeldhouwer en fotograaf.

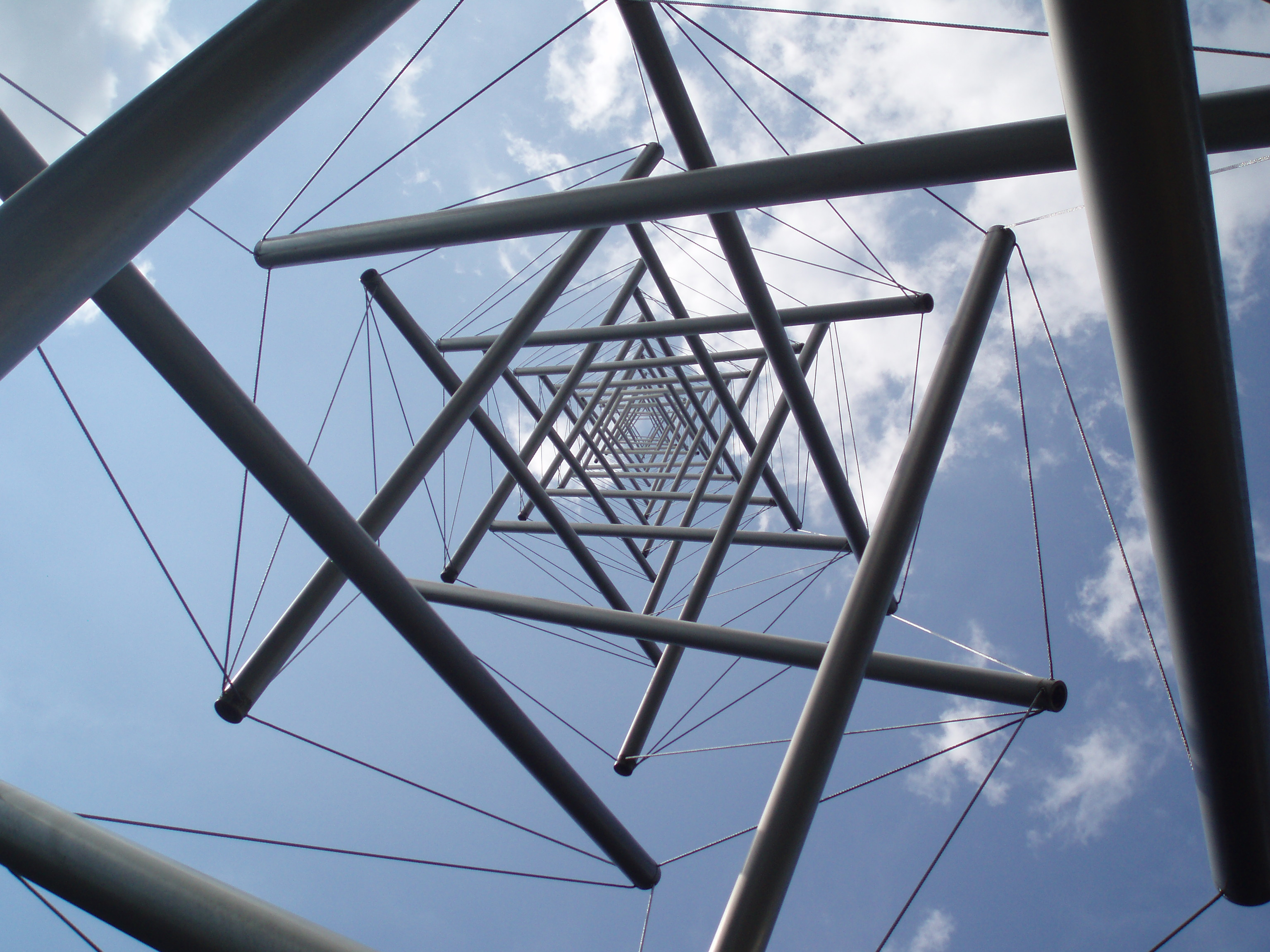
Sculptuur Needle tower II recht van onderaf gezien.

## Leven en werk
Snelson studeerde aan de University of Oregon in Eugene, aan het Black Mountain College en bij Fernand Léger in Parijs. Zijn sculpturen en foto's zijn in vele tientallen galeries tijdens evenzovele solo-exposities over de hele wereld tentoongesteld. Hij woonde in New York met zijn vrouw, Katherine.
Snelson was een van de stichters van ConStruct, een galerie, in eigendom van kunstenaars, die tentoonstellingen organiseerde van grootschalige metaalsculpturen in de Verenigde Staten. Andere leden waren onder anderen Mark di Suvero, John Raymond Henry, Lyman Kipp en Charles Ginnever.
Snelson is uitgekozen voor zijn ontwerp voor een antenne op de Freedom Tower op de plek van het World Trade Centre in New York ontworpen door het architectenbureau Skidmore, Owings and Merrill.

## Snelson en Nederland
Snelsons eerste solotentoonstelling in Europa was in 1969 in het beeldenpark van het Kröller-Müller Museum in Otterlo.
Getoond werden zes werken van Snelson, waarvan er een is blijven staan: de gecompliceerde sculptuur Needle tower II (1968).
Recht onder het werk staand en omhoog kijkend heeft het buizenwerk de vorm van een ster.
Needle tower is een grotere versie van de oorspronkelijke Needle Tower, die te zien was geweest op een tentoonstelling in het Fort Worth Art Center Museum in Fort Worth (Texas) en was verkocht aan Joseph Hirshhorn, die het werk in 1974 weer schonk aan het Hirshhorn Museum and Sculpture Garden in Washington.